# Paspels
Paspels est une localité et une ancienne commune suisse du canton des Grisons, située dans la région de Viamala.

## Histoire
Le 1er janvier 2015, les anciennes communes de Almens, Paspels, Pratval, Rodels et Tumegl/Tomils se sont regroupées sous le nom de Domleschg.